# D’Urville Monument
Das D’Urville Monument ist ein markant kegelförmiger und 575 m hoher Felssporn am südwestlichen Ende der Joinville-Insel vor dem nordöstlichen Ende der Antarktischen Halbinsel. 
Ein 120 ha großes eisfreies Gebiet am D’Urville Monument wird von BirdLife International als Important Bird Area (AQ067) ausgewiesen. Hier gibt es eine Brutkolonie aus 10.000 Paaren des Adeliepinguins und 670 Paaren des Eselspinguins.
Der britische Polarforscher James Clark Ross entdeckte ihn im Zuge seiner Antarktisexpedition (1839–1843). Er benannte ihn nach dem französischen Polarforscher Jules Dumont d’Urville (1790–1842).